# Сент Огастин Шорс (Флорида)
Сент Огастин Шорс (енгл. St. Augustine Shores) насељено је место без административног статуса у америчкој савезној држави Флорида.

## Демографија
По попису из 2010. године број становника је 7.359, што је 2.437 (49,5%) становника више него 2000. године.
| Група             | 2000.         | 2010.         |
| Белци             | 4.570 (92,8%) | 6.659 (90,5%) |
| Афроамериканци    | 100 (2,0%)    | 168 (2,3%)    |
| Азијати           | 55 (1,1%)     | 85 (1,2%)     |
| Хиспаноамериканци | 152 (3,1%)    | 374 (5,1%)    |
| Укупно            | 4.922         | 7.359         |